# 有楽座 (昭和)
有楽座（ゆうらくざ、YURAKUZA）は1935年6月7日から1984年11月11日まで東京都千代田区有楽町1-2-2にあった東宝が所有していた劇場・映画館。

## データ
| 施設名 | 所在地                       | 現況           | 観客定員数                            |
| ------ | ---------------------------- | -------------- | ------------------------------------- |
| 有楽座 | 東京都千代田区有楽町1丁目2-2 | 東宝日比谷ビル | 1,631席（1935年） ↓ 1,572席（1984年） |

## 歴史・概要
1935年6月7日に創業者の小林一三が東京進出を目論んで東京宝塚劇場の他に余ったお金で日比谷映画劇場に続く株式会社東京宝塚劇場（後の東宝）直営の劇場として、初代「有楽座」が開館。オープン当日は東宝劇団の旗揚げ公演として『寿曾我三番』、『人間万事金世中』、『盲目の兄とその妹』、『シューベルトの戀』の4演目が上演された。
第二次世界大戦末期の1944年3月5日より一旦閉鎖された後、風船爆弾の製造工場として使われた。
空襲の際に至近弾を受けて廻り舞台装置が故障したため、復旧に時間を要したものの1945年11月3日より再開場。1949年から演劇と並行して映画上映を開始し、1951年1月から映画館に完全転身。70㎜の大画面映画等に対応し、座席数も東宝の常設映画館の中では最大だったが、1984年10月6日に有楽町センタービル（有楽町マリオン）が完成。これに併せて老朽化と再開発を理由に同年11月11日に隣接した「日比谷映画劇場」（旧）と共に閉館。この日に合わせ『生まれて半世紀! さよならフェスティバル』と題した特別興行が行われ、『風と共に去りぬ』が最終上映作品となった。チェーンマスターの機能はTOHOシネマズ日劇を経てTOHOシネマズ日比谷へと引き継がれている。
建物は解体され、跡地は日比谷シャンテ&TOHOシネマズシャンテとなり現在に至る。
- 有楽座（写真右）と日比谷映画劇場[3]
- 初代有楽座でロードショー上映された『風と共に去りぬ』（監督ヴィクター・フレミング、1939年）。主演のクラーク・ゲーブル（写真左）とヴィヴィアン・リー